# Sandy Atef
Sandy Ayman Atef Zaki (en arabe : ساندي ايمن عاطف زكي), née le 9 mai 2000, est une nageuse égyptienne.

## Carrière
Aux Jeux africains de la jeunesse de 2018 à Alger, Sandy Atef est médaillée d'or du 200 mètres nage libre ainsi que du 800 mètres nage libre.
Sandy Atef est médaillée d'argent du 5 kilomètres en eau libre aux Championnats d'Afrique de natation 2018 à Alger.